# Elisa Valero

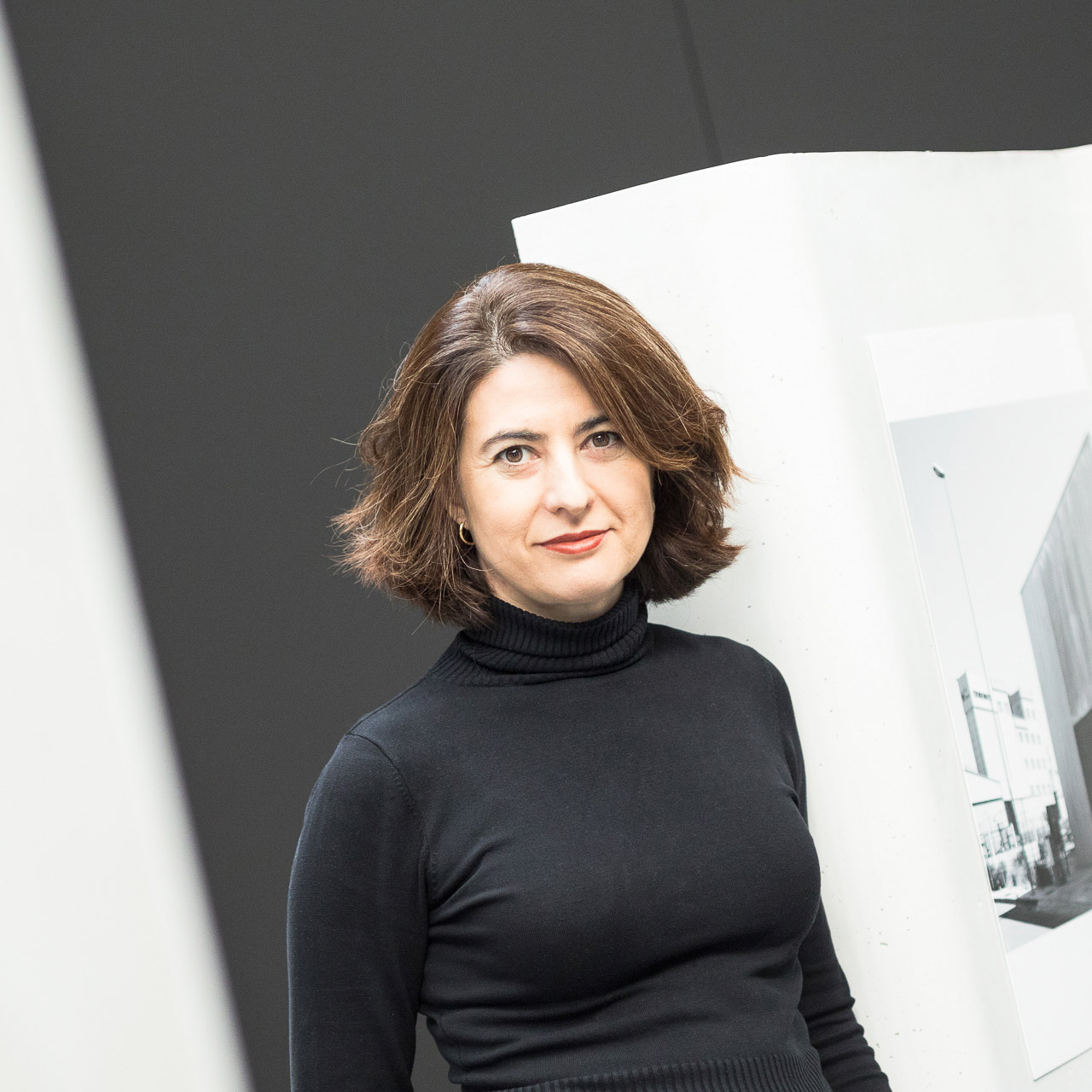
Elisa Valero 2017

Elisa Valero Ramos (geboren 1971 in Ciudad Real, Spanien) ist eine spanische Architektin und Professorin für Architektur an der Escuela Técnica Superior de Arquitectura (ETSAG), die zur Universität Granada in Spanien gehört. 2018 gewann sie den Swiss Architectural Award.

## Beruflicher Werdegang

### Jugend und Ausbildung

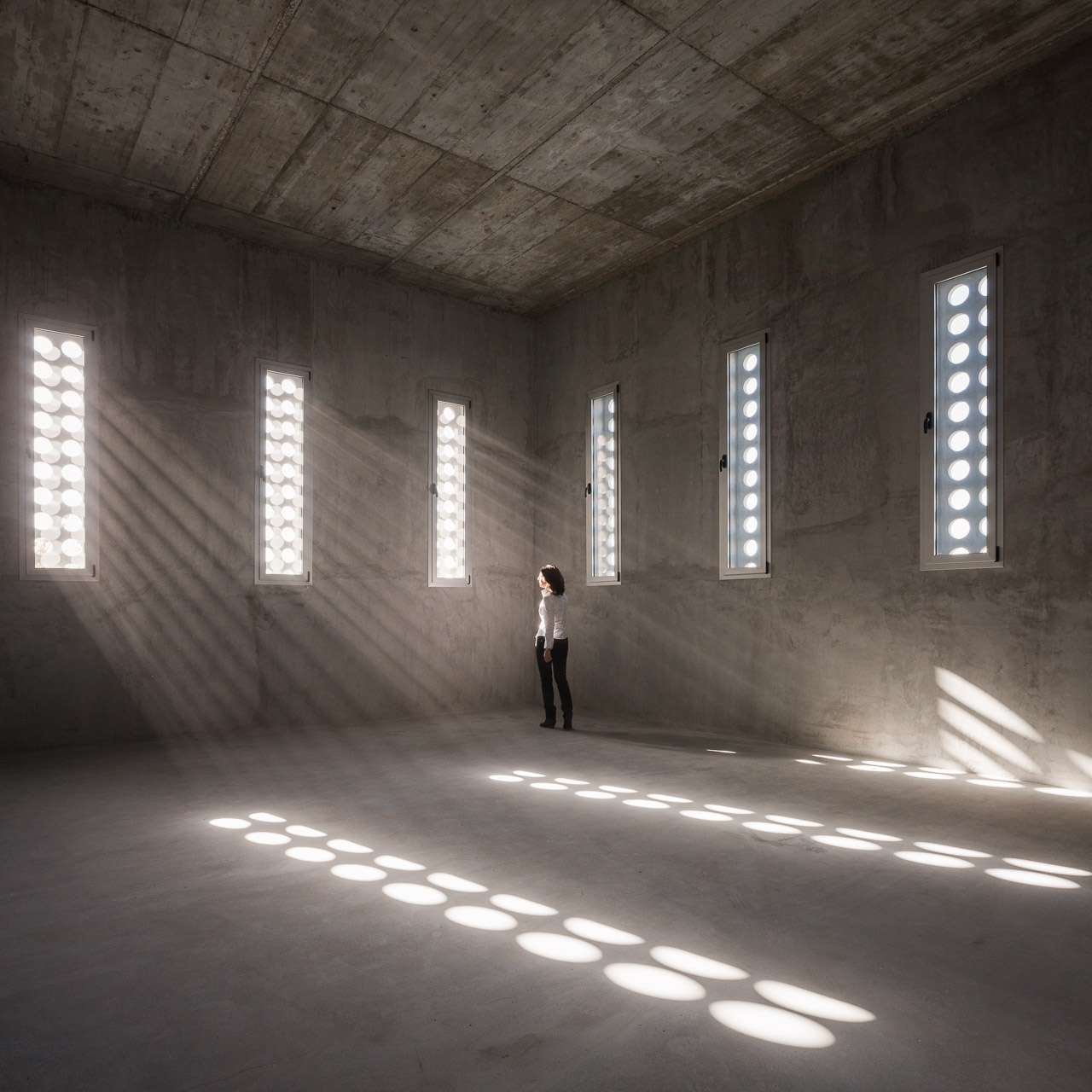
Multifunktionshalle für die Cerrillo de Maracena-Schule, Granada 2014.

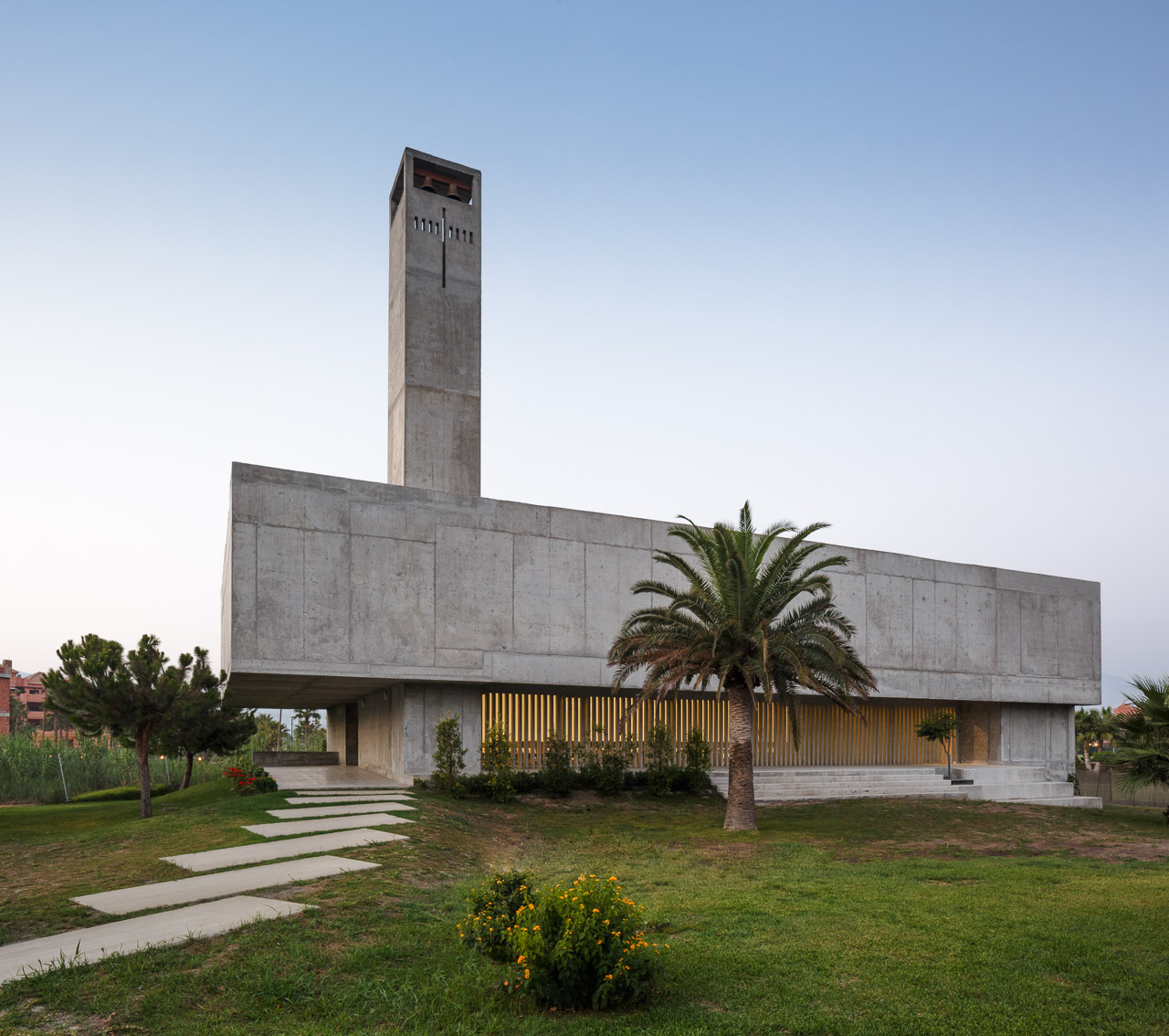
Kirche von Santa Josefina Bakhita in Playa Granada, Motril, Granada 2016.

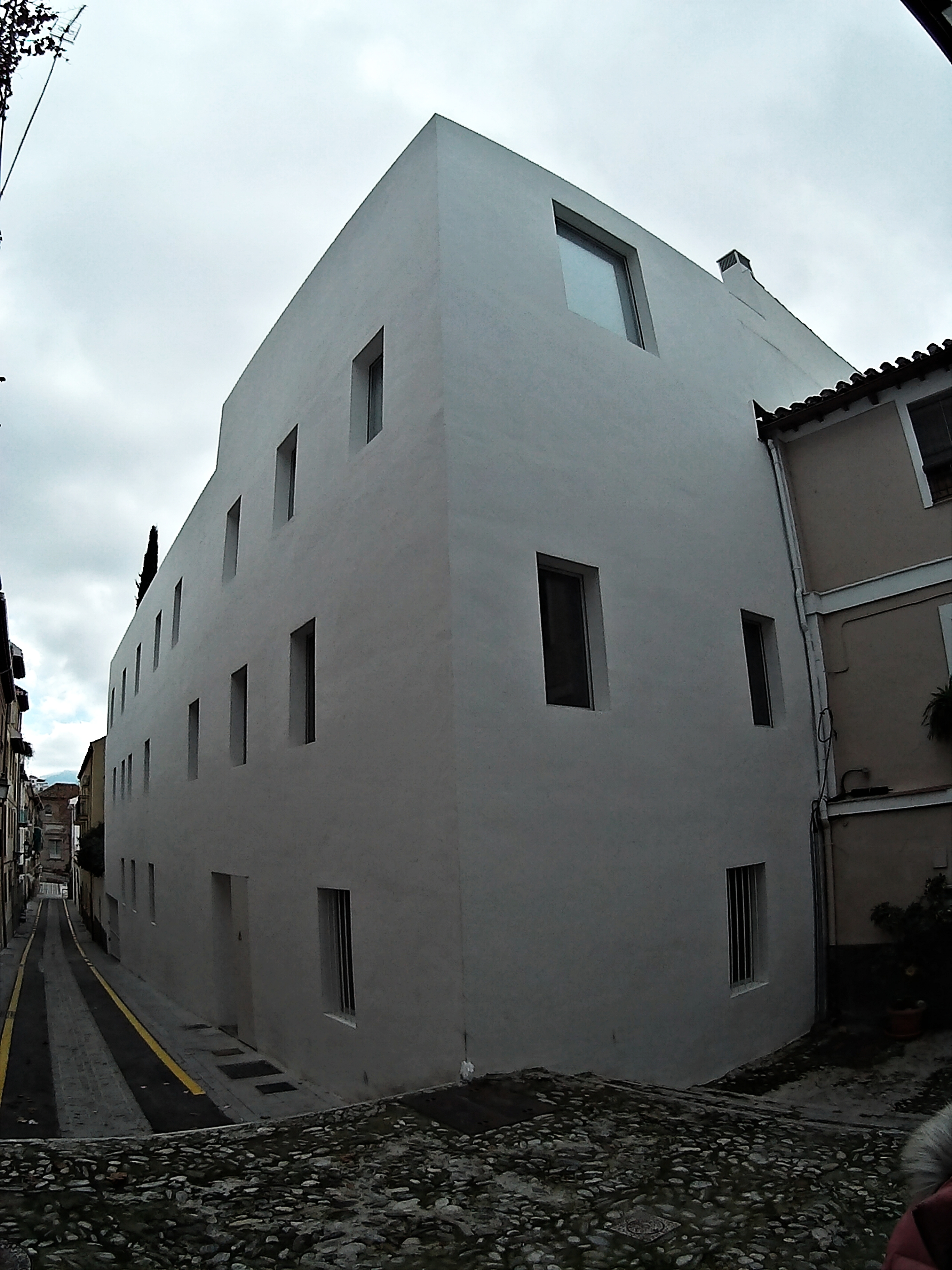
Experimenteller Wohnungsbau in Calle Huerta de San Cecilio, Granada 2018. Außenansicht.

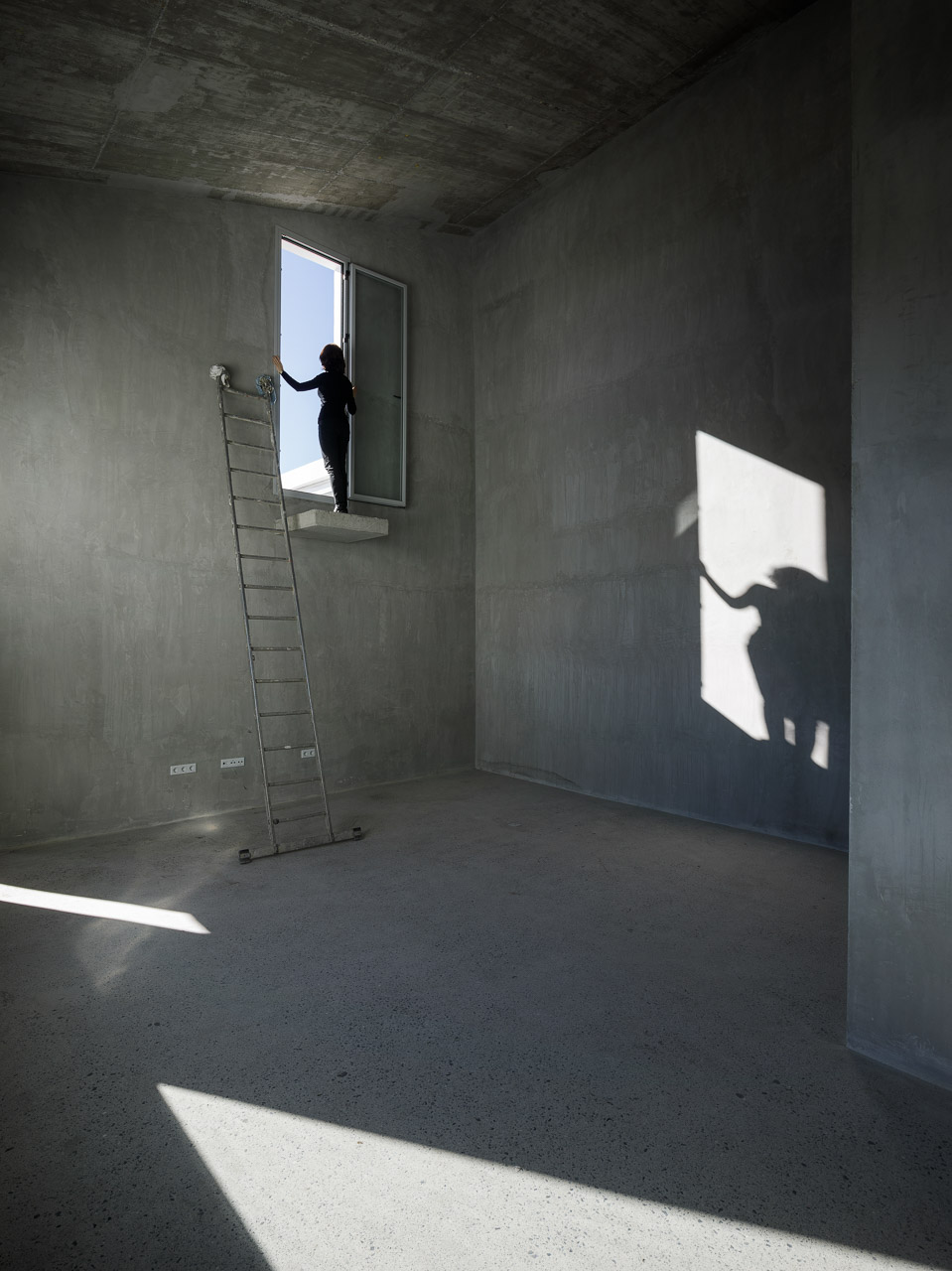
Experimenteller Wohnungsbau in Calle Huerta de San Cecilio, Granada 2018. Innenansicht.

Elisa Valeros Mutter war Malerin und lehrte sie das genaue Sehen. So kam ihre Entscheidung Architektur zu studieren nicht von ungefähr.

Sie begann an der Escuela Técnica Superior de Arquitectura de Valladolid (ETSAVa) zu studieren, wo sie den Preis für die besten akademischen Leistungen im Studienjahr 1995/96 erhielt und 1996 mit Auszeichnung graduiert wurde. 1996 erhielt sie ein Stipendium an der Nationalen Autonomen Universität von Mexiko (UNAM). Im Jahr 2000 promovierte sie an der Universität Granada (UGR) in Architektur. 2003 erhielt sie ein Stipendium der Spanischen Akademie in Rom.

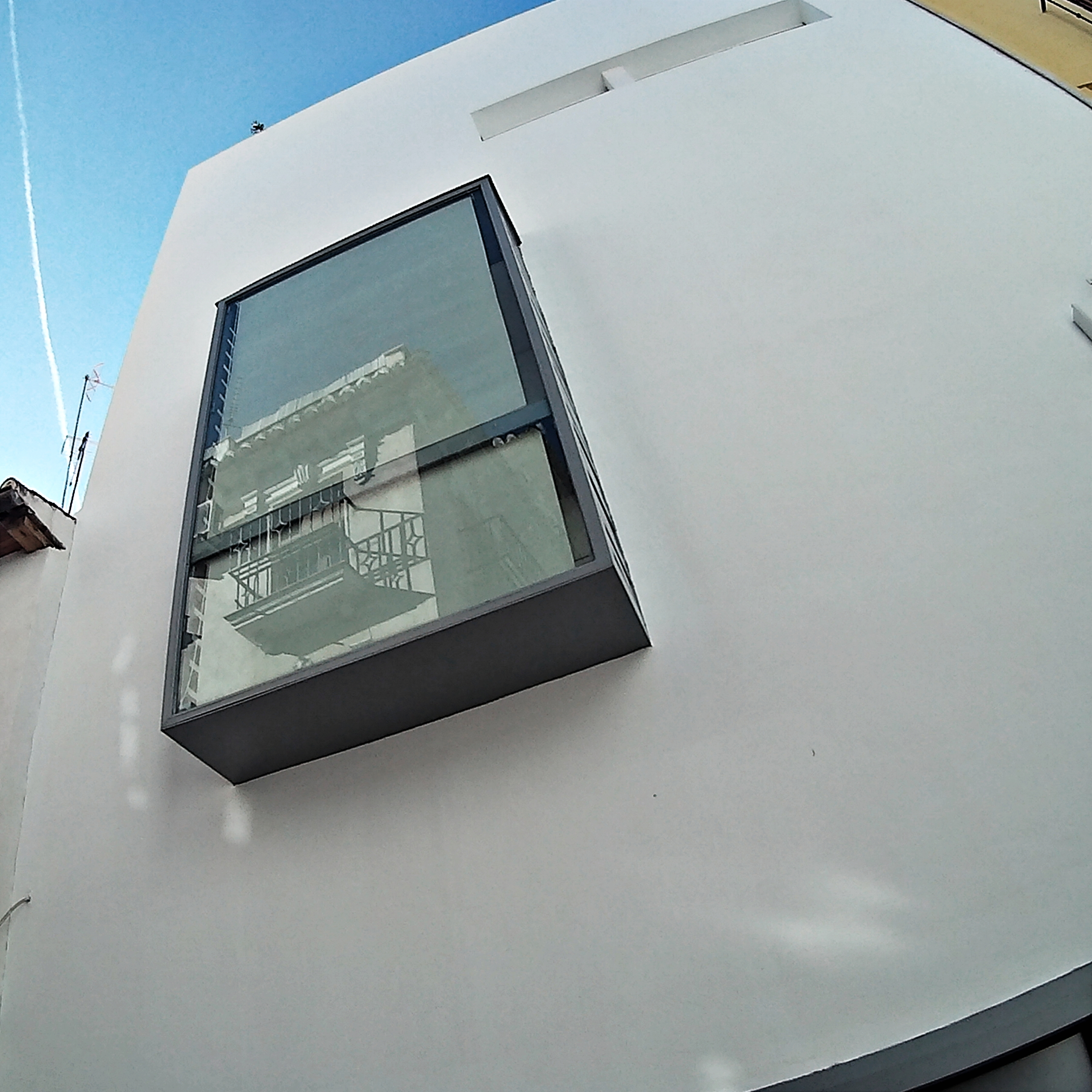
Casa San Isidro. Bioklimatische Architektur im Zentrum von Granada, 2003.

### Architekturbüro Elisa Valero
Während ihres Stipendiums in Mexico widmete sich Valero 1996 ihrem ersten Architekturprojekt und renovierte das Restaurant Los Manantiales in Xochimilco, Mexiko-Stadt, das der Architekt Félix Candela 1957 fertigstellte.
Im Jahr 1997 eröffnete Valero ihr eigenes Architekturbüro in Granada. Auf einem sehr kleinen Grundstück am Rande der Altstadt von Granada, in Realejo, realisierte sie ein minimalistisches Gebäude mit Wohnung und Büro. Bei der Konzeption spielte zudem die Lenkung des Lichts und das Wärmemanagement eine große Rolle.

„Licht ist wichtig für den Menschen, denn dadurch nehmen wir die Welt wahr. Es verleiht dem Raum Qualität und ist ein wunderbares Geschenk. Architektur ist nichts anderes als Licht abzuziehen und Licht hinzuzufügen.“

Stand 2022 besteht ihr Team aus vier Mitarbeitern.

### Lehrtätigkeit und Wissenschaft
Seit 2012 ist sie Professorin für Architektur an der ETSAG in Granada und damit die dritte Professorin für dieses Fachgebiet in der Geschichte Spaniens. An derselben Universität leitete sie die Forschungsgruppe RNM909 „Efficient Housing and Urban Recycling“. Sie hat mehrere Projekte im Zusammenhang mit architektonischem Recycling und Nachhaltigkeit durchgeführt und neue kostengünstige und energiesparende Bausysteme erforscht.
Sie nahm zahlreiche Gastprofessuren wahr, so am Institut für Architektur der Technischen Universität Berlin, an der Facoltà di Architettura der Università di Roma Tre, an der Fakultät für Architektur der UNAM in Mexico, an der Fakultät für Architektur, Bauingenieurwesen und Stadtplanung der Brandenburgischen Technischen Universität (BTU) in Cottbus, an der School of Architecture der Königlich Dänischen Kunstakademie in Kopenhagen und an der Polytechnischen Universität Valencia. Valero ist Gastprofessorin an der Architekturakademie in Mendrisio, Schweiz.
Weitere Forschungsinteressen sind „Licht in der Architektur“ und „Architektur für Kinder“. Insbesondere zum Thema Kinderkrankenhäuser arbeitet seit 2012 mit der Aladina-Stiftung zusammen.
Sie hat inzwischen mehrere Doktorarbeiten und Forschungsprojekte betreut und fast 200 wissenschaftliche Arbeiten verfasst.

## Projekte
Typische Beispiele für Projekte von Valero zeigt die folgende Liste:
- 1996: Renovierung des Restaurants Manantiales, Mexiko-Stadt.
- 2003: Casa San Isidro, ein bioklimatisches Haus im historischen Zentrum von San Isidro, Granada, Spanien.[14]
- 2006: Soziales Mehrzweckzentrum in Lancha del Genil, Granada, Spanien.[15][16]
- 2008: Kunstgalerie Plácido Arango, Madrid, Spanien.[17]
- 2011: Kindergarten Asunción Linares im Stadtviertel El Serrallo, Granada, Spanien.[18]
- 2013: Siedlung mit 13 Wohnhäusern in Palenciana, Córdoba, Spanien.[19]
- 2014: Multifunktionshalle für die Cerrillo de Maracena-Schule, Granada, Spanien.[20]
- 2016: Kirche Santa Josefina Bakhita, in Playa Granada, Motril, Spanien.[21]
- 2017: Ausstellung Elisa Valero: Betonarbeiten 1996–2016 in Donostia-San Sebastian, Spanien.
- 2018: Experimenteller Wohnungsbau mit 8 Einheiten in der Calle Huertos de San Cecilio, Granada, Spanien.[22][23]
- 2019: Hospital Virgen del Rocío, Neuer Aufenthaltsraum für Eltern und Renovierung des Patio de los Valientes (= Hof der Tapferen), Sevilla, Spanien.[24][25]

## Preise und Auszeichnungen
Valero hat mehrere Preise bei Wettbewerben für architektonische Ideen und fertige Arbeiten erhalten, darunter eine internationale Erwähnung beim Prix des femmes architectes 2019, den Swiss Architectural Award 2017–2018 und die besondere Erwähnung beim arcVision Prize 2016. Weitere Preise sind:
- 1999: Zweiter Preis beim Internationalen Ideenwettbewerb für die Anpassung der Zugänge zur Alhambra, zusammen mit F. del Corral, I. Fdez Sánchez Aragón, B. Reinoso und A. Bermejo.
- 2004: Erwähnung in der Kategorie „Gebautes Werk“ beim Wettbewerb „Singular Residence“, der vom Obersten Rat der spanischen Architektenkammern (CSCA) ausgeschrieben wurde, für das Haus San Isidro in Granada.
- 2004: Dritter Preis in der Kategorie „Gebautes Werk“ im Ideenwettbewerb zum sozialen Wohnungsbau, ausgeschrieben von der spanischen CSCA, für 13 Häuser in Palenciana.
- 2006: Finalist der IX. Biennale der spanischen Architektur für das soziales Mehrzweckzentrum in Lancha del Genil, Granada.[31]
- 2011: Erster Preis „Abitare il Mediterraneo“, organisiert vom Regionalrat der sizilianischen Architekten in Zusammenarbeit mit UMAR (Union der Architekten des Mittelmeerraums), unter der Schirmherrschaft des CNAPPC (Nationaler Rat der Architekten, Stadtplaner, Landschaftsarchitekten und Restauratoren Italiens).[32]
- 2012: Finalist beim Premio FAD (Fomento de las Artes y del Diseño) für den Kindergarten Asunción Linares, Granada.[33]
- 2018: Erster Preis in der Kategorie „Sanierung“ bei den von HISPALYT organisierten Arquitectura de Teja Awards (2018) für die Sanierung der Ausstellungshalle des Klosters Santo Domingo in Huéscar, zusammen mit Antonio Jiménez Torrecillas.[34]
- 2018: Swiss Architectural Award[35]
- 2019: Erwähnung in der Kategorie „Architektur“ bei den ASCER Ceramics Awards (2019), für den Patio de los Valientes und den neuen Aufenthaltsraum für Eltern im Hospital Virgen del Rocío, Sevilla.[25]

## Veröffentlichungen
- La ciudad viva. = Die lebendige Stadt. In: Università degli Studi di Firenze, Dipartimento di Progettazione dell'Architettura, Sezione del Disegno (Hrsg.): Materia e geometria. Band 2, 2003, S. 1111–1113 (spanisch).
- La materia intangible. Reflexiones sobre la luz en el proyecto de arquitectura. = Die immaterielle Materie. Überlegungen zum Licht im Architekturprojekt. Ediciones Generales de la Construcción, Valencia 2004 (spanisch).
- Ocio Peligroso. Introducción al Proyecto de Arquitectura. = Gefährliche Freizeitgestaltung. Eine Einführung in das Architekturprojekt. General de Ediciones de Arquitectura, Valencia 2006, ISBN 978-84-935163-1-4 (spanisch).
- Mit weiteren Autoren: Espacios de aprendizaje. Propuestas para un instituto de Educación Secundaria. Proyectos 5. Curso 2004/2005, Escuela Técnica Superior de Arquitectura, Granada. = Lernräume. Vorschläge für eine Sekundarschule. Kurs 2004/2005, Schule für Architektur, Granada. Departamento de Expresión Gráfica en la Ingeniería y la Arquitectura, Universidad de Granada, Granada 2006, ISBN 978-84-608-0416-1 (spanisch).
- Colegio de Arquitectos de Almeria (Hrsg.): Universidad Laboral de Almería 1971-1974. = Universität für Arbeit in Almeria 1971-1974. Colegio de Arquitectos, Almeria 2008, ISBN 978-84-934827-6-3 (spanisch).
- Universidad Laboral de Almería 1971-1974. = Universität für Arbeit in Almeria 1971-1974. Colegio de Arquitectos, Almeria 2008, ISBN 978-84-934827-6-3 (spanisch).
- Elisa Valero. Arquitectura 1998-2008. General de Ediciones de Arquitectura, Valencia 2009, ISBN 978-84-936203-9-4 (spanisch).
- Diccionario de la luz. General de Ediciones de Arquitectura, 2012, ISBN 978-84-939384-5-1.
- Glosario de reciclaje urbano. = Glossar zum städtischen Recycling. General de Ediciones de Arquitectura, Valencia 2014, ISBN 978-84-939845-6-4 (spanisch).
- 22 couples & Co. Mirror stories of Spanish architecture (2000-2015). = 22 Paare & Co. Spiegelgeschichten der spanischen Architektur (2000-2015). Ediciones Asimétricas, Madrid 2015, ISBN 978-84-944300-1-5 (englisch).
- Housing. = Wohnen. Libria, Melfi, Italia 2018, ISBN 978-88-6764-129-1.
- Light in Architecture. The Intangible Material. = Licht in der Architektur. Das immaterielle Material. RIBA Publishing, 2019, ISBN 978-1-00-070168-5 (englisch).
- La teoría del diamante y el proyecto de arquitectura. = Die Diamantentheorie und das Architekturprojekt. Abada Editores, Madrid 2021, ISBN 978-84-17301-93-4 (spanisch).